# Anarmodia
Anarmodia is een geslacht van vlinders uit de familie van de grasmotten (Crambidae), uit de onderfamilie van de Spilomelinae. De wetenschappelijke naam van dit geslacht is voor het eerst voorgesteld door Julius Lederer in een publicatie uit 1863.
De soorten van dit geslacht komen alleen in het Neotropisch gebied voor.

## Soorten
- Anarmodia arcadiusalis Schaus, 1924
- Anarmodia bistralis (Guenée, 1854)
- Anarmodia corylalis (Guenée, 1854)
- Anarmodia damalis (Guenée, 1854)
- Anarmodia elongalis Schaus, 1924
- Anarmodia flaccidalis (Snellen, 1892)
- Anarmodia glaucescens Hampson, 1918
- Anarmodia inferioralis (Guenée, 1854)
- Anarmodia inflexalis (Snellen, 1892)
- Anarmodia inscriptalis (Guenée, 1854)
- Anarmodia lojalis Schaus, 1924
- Anarmodia majoralis (Guenée, 1854)
- Anarmodia nebulosalis Dognin, 1903
- Anarmodia obliqualis Hampson, 1913
- Anarmodia pallidicostalis Dognin, 1903
- Anarmodia perfulvalis Dognin, 1903
- Anarmodia polystriata Hampson, 1913
- Anarmodia punctilinealis Hampson, 1899
- Anarmodia remotalis Dognin, 1903
- Anarmodia remusalis (Walker, 1859)
- Anarmodia repandalis Schaus, 1924
- Anarmodia salviusalis Schaus, 1924
- Anarmodia sibilalis (Guenée, 1854)
- Anarmodia tesselliferalis Hampson, 1918